# ZFB-05
ZFB-05 Xinxing (Китайск: 新星; пиньинь: Xīnxīng; букв. «новая звезда») — китайский бронетранспортёр, разработанный главным образом для сухопутных войск Народно-освободительной армии, Народной вооруженной полиции, полицейских сил, китайских миротворцев ООН и на экспорт. Это простая и недорогая бронемашина. ZFB-05 имеет цельнометаллический слабобронированный корпус, что делает его лишь условно эффективным против огня стрелкового оружия и артиллерийских шрапнельных снарядов.

## Конструкция
ZFB-05 разработан и изготовлен частной автомобильной компанией Shaanxi Baoji Special Vehicles Co., Ltd, основанной в 1983 году как завод специальных транспортных средств Baoji, затем приватизированный в 2007 году. Исторически сложилось так, что большая часть китайской военной техники производится государственными предприятиями, но благодаря стратегии слияния военного и гражданского секторов многие частные и гражданские предприятия могут выйти на военный рынок, производя вооружение и снаряжение для Народно-освободительной армии Китая.
Бронетранспортёр построен на шасси лёгкого внедорожника Nanjing NJ2046, который является лицензионной копией автомобиля Iveco 40.10WM. Имеет цельнометаллический бронированный корпус, который, согласно официальному сайту, эффективен против стандартных боеприпасов калибра 7,62×39 мм, выпущенных из автомата/ручного пулемёта Тип 81 с близкого расстояния. Также доступна дополнительная навесная броня, а также опциональная система защиты NBC, однако инцидент, в ходе которого китайские миротворцы на ZFB-05 подверглись нападению на Гаити, продемонстрировал, что броня машины не устойчива к бронебойным пулям и, следовательно, не подходит для боевых действий высокой интенсивности.
Основным вооружением ZFB-05 является крупнокалиберный пулемёт калибра 12,7 мм, установленный в башне на крыше машины, со щитком для обеспечения лобовой защиты стрелка. Некоторые варианты бронемашины наблюдаются с другими видами вооружения, как, например, 7,62-мм пулемёт, 23-мм автопушка или 35-мм автоматический гранатомёт. Автомобиль оснащён 4-цилиндровым дизельным двигателем SOFIM 8142.43 с турбонаддувом, который выдаёт мощность в 117 л. с. Другим доступным двигателем является SOFIM 8142.45, который выдаёт приблизительно 127 л. с.

## Варианты

### ZFB-05A
Модернизированная версия ZFB-05 со слегка улучшенной лобовой защитой (лобовая броня выдерживает бронебойные патроны калибра 7,62×39 мм Тип 53). Машина также имеет более высокую максимальную скорость — 115 км/ч.

### ZFB-05C
ZFB-05C — это медицинский вариант ZFB-05, с улучшенной броней, обеспечивающей защиту от патронов со стальным сердечником калибра 7,62×39 мм во всех направлениях, ZFB-05C может перевозить 3 сидячих пациента или 1 лежачего. ZFB-05C-1 — немного более крупный вариант с вместимостью 5 сидячих пациентов или 2 лежачих.

### ZFB-05 с громкоговорителями
Вещательная машина представляет собой ZFB-05 с двумя громкоговорителями и множеством другого вещательного оборудования на поворотном креплении вместо башни с оружием.

### ZFB-05 для борьбы с беспорядками
Это базовый ZFB-05, оснащённый двумя водомётами.

### Полицейская машина ZFB-05
Полицейский вариант ZFB-05 используется региональными полицейскими силами Китая.

### ZFB-08
ZFB-08 — это версия ZFB-05 с колёсной формулой 6*6, в которой больше внимания уделяется защите от мин и подрывов под корпусом.

### Ракетный комплекс класса «земля-воздух» малой дальности TD-2000
Зенитный ракетный комплекс класса «земля-воздух» малой дальности TD-2000 (содержит 8 ракет QW-4) может быть установлен на бронетранспортёре ZFB-05 наряду с множеством других легких транспортных средств общего назначения, таких как Dongfeng Mengshi.

## Страны-эксплуатанты
- Бенин[10]
- Боливия[10]
- Чад[10]
- Китай[1]
- Россия
- Республика Конго[10]
- Габон[10]
- Мьянма[10]
- Нигер[10]
- Руанда[10]
- Кыргызстан
- Таджикистан

## Галерея

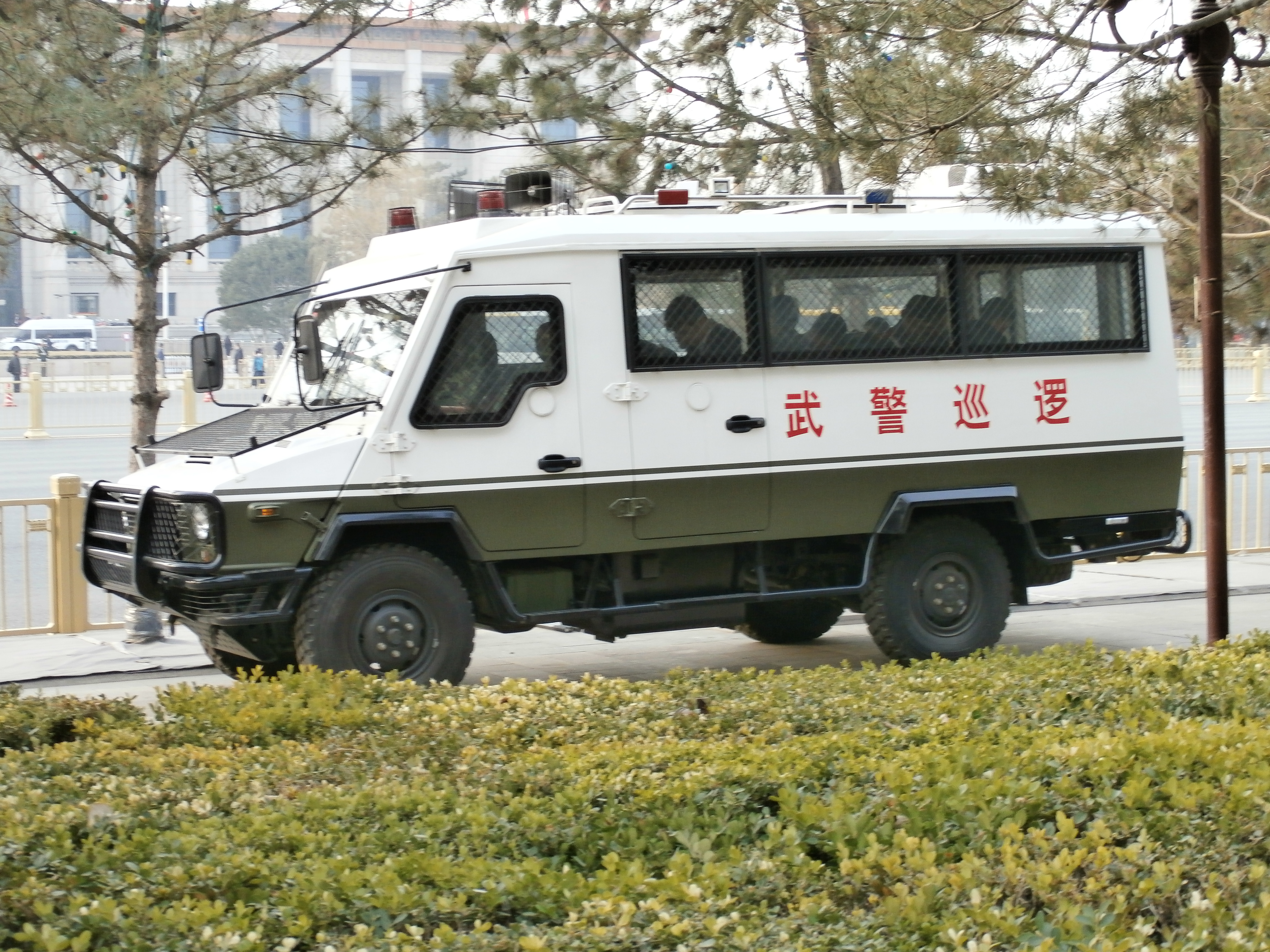
Nanjing NJ2046 на основе которого создан ZFB-05 Xinxing